# Горовые
Горовые — дворянский род.
Потомство Ивана Горового, войскового товарища (XVIII в.).

## Описание герба
В красном поле белый укороченный ломаный пояс.
Щит увенчан дворянскими шлемом и короной. Нашлемник: лев, возникающий влево и держащий в лапах подобную, как в щите, фигуру. Намёт на щите красный, подложенный серебром.